# Epidendrum hombersleyi
Epidendrum hombersleyi är en orkidéart som beskrevs av Victor Samuel Summerhayes. Epidendrum hombersleyi ingår i släktet Epidendrum och familjen orkidéer. Inga underarter finns listade i Catalogue of Life.